# Route nationale 64a
Pour les articles homonymes, voir Route nationale 64 et N64.
La route nationale 64a ou RN 64a était une route nationale française d’une longueur de 5 km reliant Flize à Boulzicourt, pour relier la RN 64 à la RN 51 sans passer par Charleville-Mézières, et créer une liaison entre Sedan et Reims, et à plus long terme Paris.
À la suite de la réforme de 1972, elle a été déclassée en RD 864.

## Parcours
- Flize (km 0)
- Boulzicourt (km 5)